# Eliomys quercinus
Il quercino (Eliomys quercinus Linnaeus, 1766) è un roditore della famiglia dei Gliridae che vive prevalentemente in Europa.

## Sistematica
In Italia sono presenti le seguenti sottospecie:
- Eliomys quercinus quercinus[1] Linnaeus, 1766 (sottospecie nominale)
- Eliomys quercinus pallidus Barrett-Hamilton, 1899 - (Italia continentale e peninsulare, Sicilia)
- Eliomys quercinus sardus Barrett-Hamilton, 1901 - (endemismo sardo-corso)
- Eliomys quercinus liparensis Kahmann, 1960 - (Isola di Lipari)

## Caratteristiche

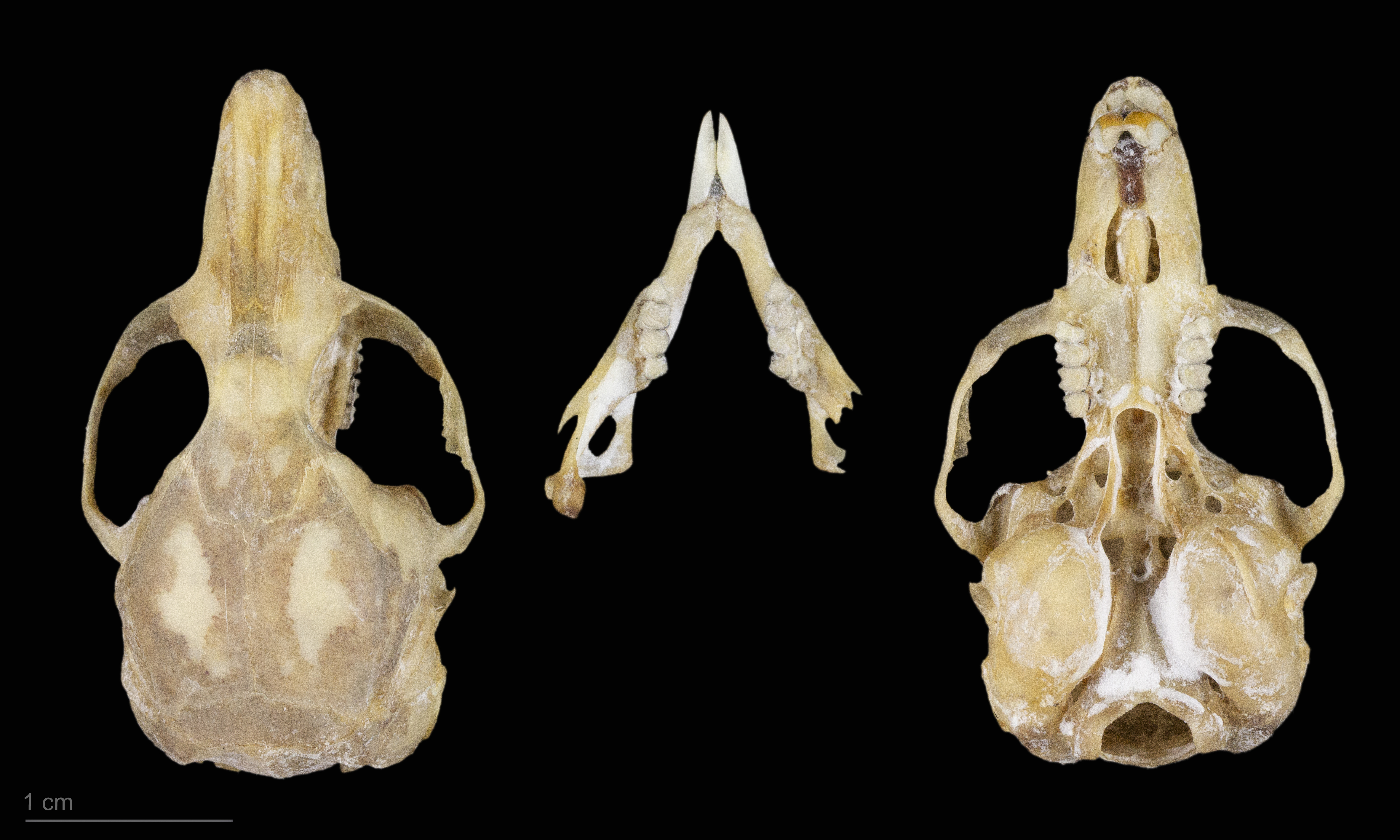
Eliomys quercinus - Museo di Tolosa

Molto simile al moscardino, il quercino può raggiungere la lunghezza massima di 16-17 cm senza tener conto della coda che può misurare fino ai 12 cm. La sua pelliccia cambia colore a seconda della parte del corpo ed è grigia-rossastra sul dorso mentre è bianca sul ventre. Una caratteristica del quercino è che presenta una linea di colore scuro che parte dal muso, circonda gli occhi e continua fino alle orecchie. Infine la coda è ricoperta di peli ed è solitamente nera lungo la parte posteriore finale mentre è bianca nella parte inferiore.

## Distribuzione ed habitat
Il quercino è diffuso in tutta Europa, dalla Spagna fino all'Estonia e all'Ucraina. È assente nelle isole britanniche e tutti gli paesi nordici eccetto Finlandia. In Italia la specie è presente in tutta la penisola e in Sicilia e Sardegna. È inoltre presente nell'isola di Lipari e sull'Asinara.
Il quercino è solito popolare i boschi (in particolare i boschi di querce) fino ad un'altitudine massima di 2.000 metri. Lo si può incontrare anche nei campi ricchi di cespugli e sui pendii soleggiati caratterizzati dalla presenza di rocce. Il quercino può inoltre trovare riparo, soprattutto al sopraggiungere dei primi freddi, nelle case rurali o nelle baite.

## Biologia
Il quercino è un animale molto agile che ama saltare e arrampicarsi sugli alberi fino ai rami più sottili. Nel periodo preinvernale il quercino scava una tana dove immagazzina il cibo e contemporaneamente ne mangia un'enorme quantità, ingrassando in modo da prepararsi all'inverno. Quando questo arriva il quercino va in letargo insieme a più individui in modo da scaldarsi l'uno con l'altro. Quando la temperatura si alza è solito svegliarsi di tanto in tanto per mangiare le riserve di cibo accumulate.

### Alimentazione
Il quercino si nutre di insetti, soprattutto di lepidotteri (sia nella forma larvale sia adulta), di uova di uccelli e di frutti selvatici. Nelle coltivazioni di frutta di tipo intensivo, il quercino può arrecare danni, poiché è solito assaggiare grandi quantità di frutti senza consumarne interamente alcuno.

### Riproduzione
Avviene circa due volte l'anno quando la femmina partorisce dai due ai sette piccoli che nascono nudi e ciechi. Il Quercino è solito costruirsi dei grandi nidi sferici ricoperti di muschio che hanno un'unica apertura verso un lato, anche se a volte preferisce non costruirli e occupare i nidi degli scoiattoli o degli uccelli.

### Comportamento
Di abitudini prevalentemente notturne, questo animale cerca ricovero durante il giorno negli anfratti delle rocce o nelle cavità degli alberi; in alcuni casi riadatta vecchi nidi di scoiattoli o di uccelli, oppure costruisce piccoli nidi di forma globulare. Anche se fra i gliridi presenti in Italia è il più terragnolo, l'animale è in grado di arrampicarsi con facilità su arbusti ed alberi grazie alle callosità plantari a forma di cuscinetto che gli consentono una sicura presa.
Una delle sue principali occupazioni durante la buona stagione è quella di crearsi adeguate riserve per il letargo attraverso una sovralimentazione; alla fine dell'estate, raggiunto il peso ottimale, riduce nettamente la propria attività. Va in letargo nell'autunno inoltrato, generalmente in piccoli gruppi, per risvegliarsi a partire dalla fine di febbraio o agli inizi di marzo.

## Status e conservazione
In molti paesi dell'Europa centro-orientale la specie è segnalata in diminuzione. 
Non si dispone di informazioni certe circa lo status delle popolazioni italiane, anche se il quercino risulta ancora relativamente comune. Qualche preoccupazione destano le popolazioni insulari, dove è segnalata una certa rarefazione.